# Cyrtarachne xanthopyga
Cyrtarachne xanthopyga là một loài nhện trong họ Araneidae.
Loài này thuộc chi Cyrtarachne. Cyrtarachne xanthopyga được Wladislaus Kulczynski miêu tả năm 1911.